# Yosakoi
 (septembre 2023).
Si vous disposez d'ouvrages ou d'articles de référence ou si vous connaissez des sites web de qualité traitant du thème abordé ici, merci de compléter l'article en donnant les références utiles à sa vérifiabilité et en les liant à la section « Notes et références ».

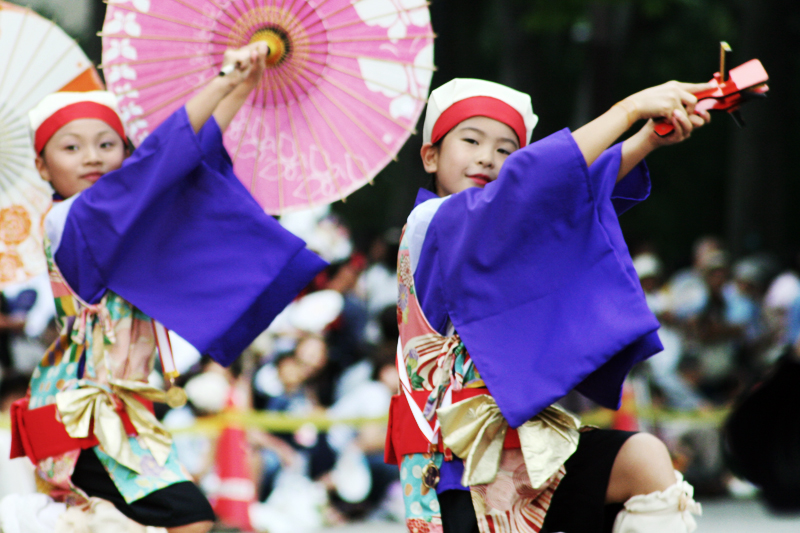
Deux danseurs à l'édition 2008 du festival de Yosakoi de Harajuku, au Japon.

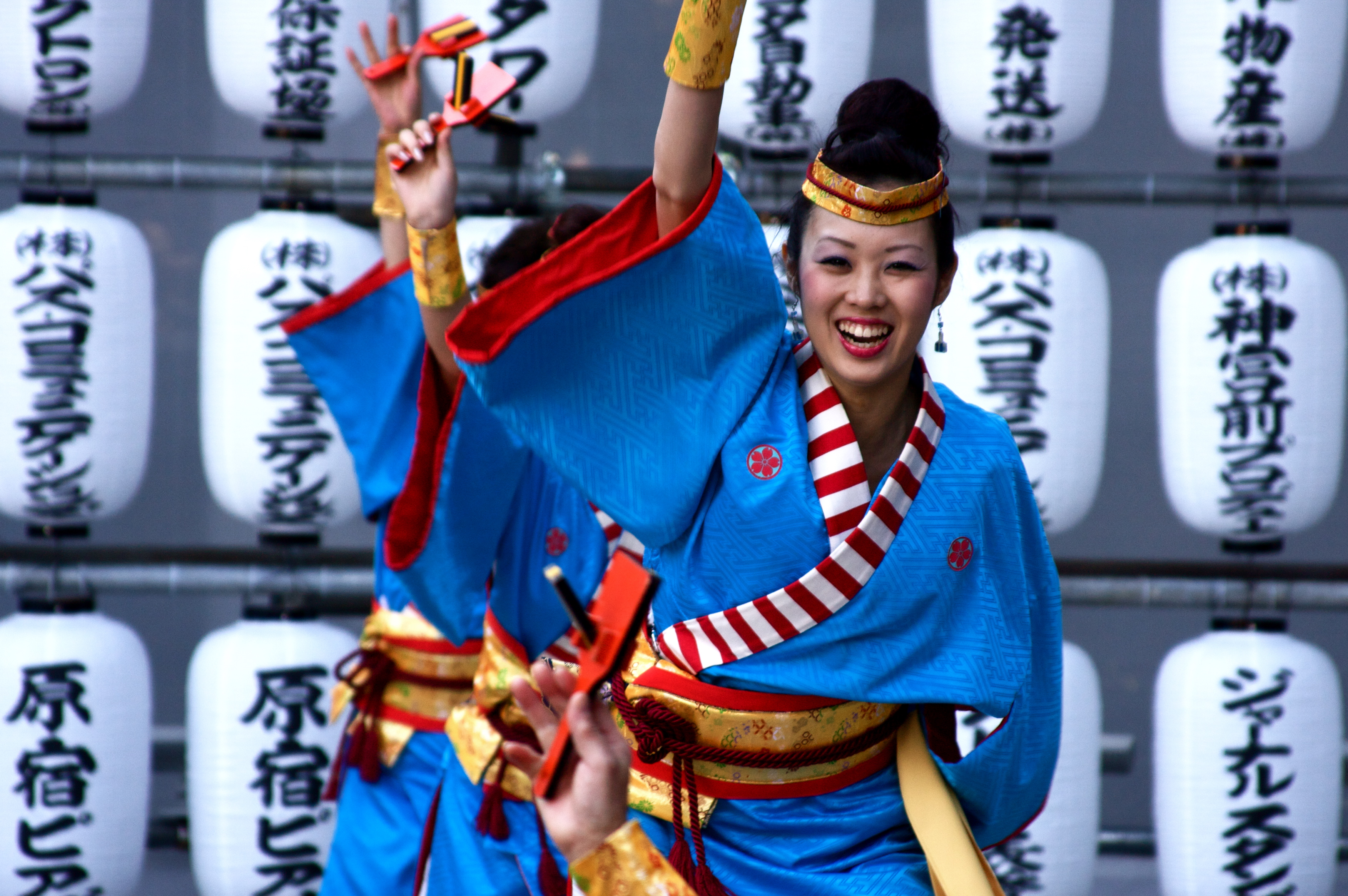
Une danseuse à l'édition 2008 du festival Yosakoi à Harajuku, au Japon.

Le yosakoi (よさこい) est un style unique de danse originaire du Japon. Dans le dialecte de la province de Tosa (actuelle préfecture de Kōchi) le terme « yosakoi » signifie « viens la nuit ». Le yosakoi est apparu dans la ville de Kōchi, en 1954, comme une interprétation moderne de la danse Awa-Odori, une danse traditionnelle des festivals d'été. Le style yosakoi s'est depuis répandu dans le reste du Japon et également à l'étranger. Le style de danse est très énergique, combinant des mouvements de danse traditionnelle japonaise avec de la musique et des rythmes modernes. Les chorégraphies sont souvent conçues pour être interprétées par de larges groupes de personnes. Parallèlement aux écoles professionnelles de yosakoi et aux équipes officielles, le yosakoi est également présent lors de manifestations scolaires (du primaire à l'université). Le yosakoi se pratique à tous les âges, par les hommes comme les femmes, en équipes mixtes ou non.

## Costumes et accessoires
Les costumes utilisés par les équipes de yosakoi varient considérablement. Le happi (un type de veste) et le yukata sont les costumes les plus fréquents et avec des coloris très variés. Certains groupes choisissent leurs costumes en fonction de références historiques, de cultures locales ou de la mode. En règle générale, tous les membres de l'équipe portent le même costume.
L'un des accessoires emblématiques du yosakoi est le naruko, qui sont des petits clapets en bois avec un manche. Chaque danseur tient généralement un naruko dans chaque main. À l'origine, les naruko étaient utilisés dans la préfecture de Kōchi pour éloigner les oiseaux des champs de riz. Le naruko traditionnel possède un clapet noir et jaune sur un corps en bois, mais certains groupes choisissent des couleurs ou des matériaux différents, pour assortir leurs naruko à leurs costumes. L'utilisation de naruko est traditionnellement nécessaire pour danser le yosakoi, mais de nombreux groupes utilisent d'autres accessoires, tels que des tambours ou d'autres instruments de percussion, des drapeaux, des lanternes, des bâtons, des éventails ou des rubans.

## Origine musicale: Yosakoi naruko odori
La première danse officielle yosakoi se dansait sur une chanson intitulée Yosakoi naruko odori (よさこい鳴子踊り), écrite par Eisaku Takemasa. Cette chanson a été créée en combinant des éléments de trois chansons : Yosakoi-bushi (« mélodie yosakoi »), Yocchore (chanson pour enfants), et Jinma-mo (une chanson folklorique de Kōchi). Le concours original, qui a lieu à Kōchi, impose que la musique de chaque équipe comprenne une partie de cette musique originale (Yosakoi naruko odori). Néanmoins, d'autres festivals laissent parfois champ libre aux équipes de composer leur musique ou, au contraire, imposent d'utiliser des éléments du folklore local. Takemasa a depuis placé sa chanson dans le domaine public.

## Festival de yosakoi
Le yosakoi matsuri (« festival de yosakoi ») est un festival qui a lieu à Kōchi, une des préfectures de l'île de Shikoku. C'est le premier festival de ce genre, organisé tous les ans au mois d'août depuis 1954. Lors de ce festival, les équipes de danseurs dansent le Yosakoi naruko odori et se mélangent parfois à la foule. Le nombre de participants n'a cessé d'augmenter : en 2005, plus de 10 000 danseurs ont participé à ce concours, environ le double une dizaine d'années plus tard.
Les règles du concours de yosakoi de Kōchi sont les suivantes :
- Les participants doivent utiliser des naruko dans leur danse.
- Toute composition musicale est acceptable, mais elle doit contenir un passage de la chanson originale de Takemasa, Yosakoi naruko odori.
- Les équipes sont limitées à 150 participants.

## Popularité croissante du yosakoi

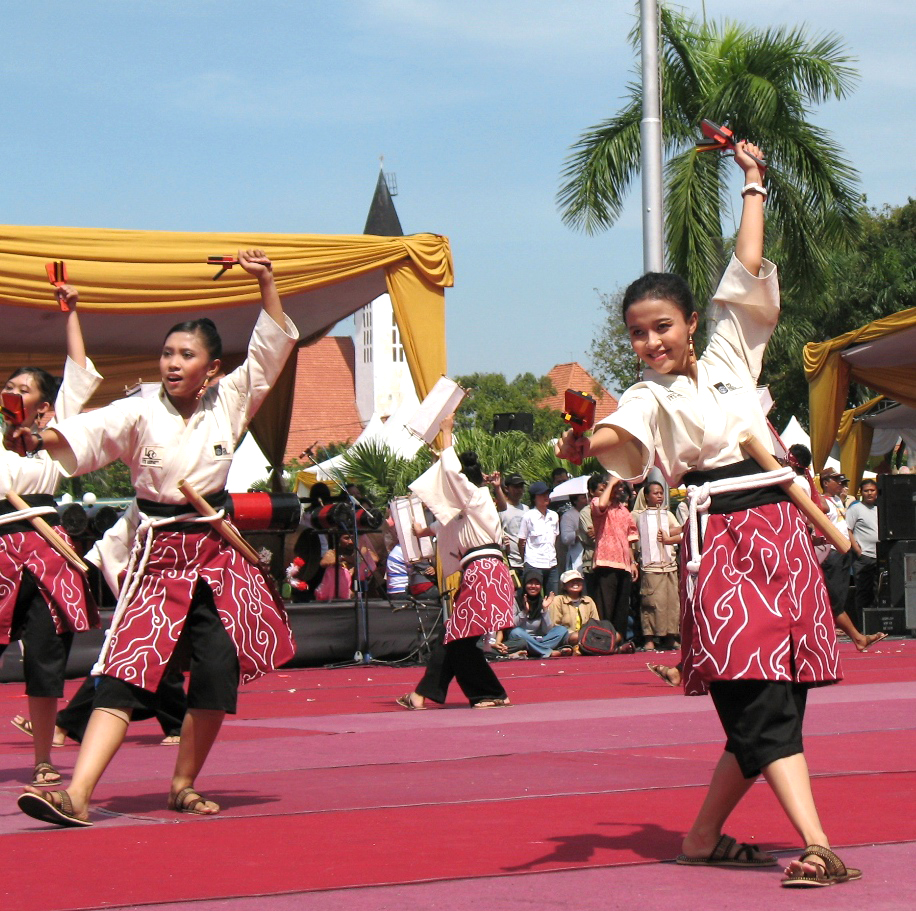
Une danse de yosakoi exécutée par l'équipe de l'Institut Teknologi Sepuluh Nopember à Surabaya.

Depuis sa création en 1954, le yosakoi s'est popularisé dans le reste du Japon et à l'étranger, notamment en France. Aujourd'hui, des festivals de yosakoi ont ainsi lieu toute l'année à travers tout le Japon. Ils varient en taille, les plus petits ne regroupant que quelques équipes de danseurs lors d'autres festivals annuels, jusqu'aux plus grands, organisés par de grandes villes comme Sendai, qui accueille le festival de yosakoi michinoku, le troisième plus grand festival au Japon.

### Au Japon
En 2005, on dénombrait des festivals et des concours de yosakoi dans plus de 200 localités.
- À Tokyo, le Harajuku Omotesando Genki Matsuri Super Yosakoi[1] est un festival de yosakoi de deux jours qui a lieu dans cinq localités de Harajuku et du parc Yoyogi. Ce festival a lieu chaque année depuis 2001.
- Le Sakado Yosakoi a commencé en 2001 avec 67 équipes et 4 600 participants. Les trois dernières représentations ayant été annulées en raison de circonstances exceptionnelles externes (typhon et Covid-19), le dernier festival a eu lieu en 2018[2].
- La ville de Sapporo sur l'île de Hokkaido, a tenu son premier festival de yosakoi de type soran en 1992. La 28e édition du festival a eu lieu en juin 2019, dans l'Odori Park et d'autres lieux. Elle accueillait des équipes venues de Russie, Taïwan ou encore Corée du Sud.
- Sasebo, à Nagasaki accueille le plus grand festival de yosakoi sur Kyūshū à la fin de chaque octobre.

### En France
La France est le premier pays étranger à avoir accueilli la danse yosakoi, lors du Carnaval de Nice de 1972, pour lequel un arrangement de Yosakoi naruko odori en style « samba » a été spécialement créé par Takemasa. Cet évènement a marqué un tournant dans l'histoire du yosakoi, qui s'est plus largement diffusé et s'est considérablement diversifié.
Le premier groupe de yosakoi en Europe, Koidōkai (« la voie de la carpe »), a été créé à Bordeaux en 2010 et officialisé en janvier 2013. Il a été suivi par d'autres groupes en France : Yosakoi Paris Hinodemai en 2014, Odoritsuru Nantes en 2016, Komainu Yosakoi Lyon en 2018, Nasutakahishō Yosakoi Strasbourg en 2019 et Yosakoi Rennes Fukuroutachi en 2020.
Ensemble, ils forment la Fédération de Yosakoi de France (FYF) et participent parfois à des événements communs. En août 2023, la FYF a rassemblé une cinquantaine de danseurs pour participer au festival de Kōchi sous le nom de furansu yosakoi renmei (フランスよさこい連盟, traduction littérale en japonais de Fédération de Yosakoi de France). Ce projet était en préparation depuis 2019 et a été repoussé jusqu’en 2023 à cause de la pandémie.

### À l'international
- En Europe, en plus des équipes françaises, on en trouve en Pologne, en Suède, en Allemagne, en Angleterre, en Hongrie, en République Tchèque et en Estonie[8]. Toutes ces équipes sont regroupées dans le YEN (Yosakoi European Network).
- En 2017, une équipe européenne composée de membres de différents pays et équipes, Yosakoi Europe United Rikuryoku Kyôshin[9], a participé au festival de Kōchi.
- À Surabaya, ville jumelée de Kōchi en Indonésie, il y a une compétition annuelle de yosakoi. En 2007, le prix a été remis par le maire de Kōchi, Seiya Okazaki.
- L'école Sekolah Shah Alam, à Putrajaya en Malaisie, a fait une performance de yosakoi lors de la nuit culturelle de la Formule 1.
- À Penang en Malaisie encore, chaque année en juillet s'expriment des amateurs locaux appelés les danseurs de yosakoi de l'Hibiscus Rose.
- À Accra au Ghana cette célébration annuelle permet de renforcer les liens entre le Japon et le Ghana.
- Il y a aussi des équipes de yosakoi dans des universités en dehors du Japon, telles que l'université Berkeley et l'université d'État du Kansas, aux États-Unis.

### Dans la culture populaire
- Le film Shara, de Naomi Kawase, sélection officielle de Cannes en 2003, met en scène un défilé de yosakoi.
- Le manga Hanayamata de Sō Hamayumiba (paru en France en 2013 chez Doki-Doki[10]) raconte l'histoire de jeunes filles s'initiant au yosakoi, et a reçu une adaptation en anime en juillet 2014.